# Fatores neurotróficos
Fatores neurotróficos (NTFs, do inglês neurotrophic factors) são uma família de biomoléculas – quase todos sendo peptídeos ou pequenas proteínas – que apoiam o crescimento, sobrevivência e diferenciação dos neurônios tanto em desenvolvimento como maduros. A maioria dos NTFs exercem os seus efeitos tróficos nos neurónios através da sinalização de tirosina quinases, usualmente um receptor tirosina quinase. No sistema nervoso maduro, promovem a sobrevivência neuronal, induzem plasticidade sináptica e modulam a formação de memórias de longo prazo. Fatores neurotróficos também promovem o crescimento inicial e o desenvolvimento dos neurônios no sistema nervoso central e sistema nervoso periférico e são capazes de fazer crescer novamente neurônios danificados em tubos de ensaio e modelos animais. Alguns fatores neurotróficos são também liberados pelo tecido alvo, a fim de orientar o crescimento dos axônios em desenvolvimento. A maioria dos fatores neurotróficos pertencem a uma de três famílias: (1) neurotrofinas, (2) ligandos da família do fator neurotrófico derivados da linha celular glial (GFLs) e (3) citocinas neuropoiéticas. Cada família tem seus próprios mecanismos de sinalização celular, embora as respostas celulares suscitadas frequentemente se sobreponham.